# 卡西丘陵
卡西丘陵是印度梅加拉亚邦加罗-卡西山脉和帕特凯山脉的一部分。同时也是梅加拉亚邦亚热带森林生态区的一部分。
最高峰Lum Shyllong海拔1968米，位于西隆南部。